# ژرژ لومتر
مسیو ژرژ هانری ژوزف ادوار لومتر (به فرانسوی: Monsignor Georges Henri Joseph Édouard Lemaître) (زاده ۱۷ ژوئیه ۱۸۹۴ – درگذشته ۲۰ ژوئن ۱۹۶۶) کشیش، فیزیکدان و اخترشناس بلژیکی که در بسط نظریه مهبانگ نقش داشت.

## زندگی
در ۱۷ ژوئیه ۱۸۹۴ (میلادی) در خانواده‌ای مذهبی در شهر شارلروا بلژیک متولد شد. پس از تحصیلات مقدماتی به خدمت کلیسا درآمد. در سال ۱۹۱۴ در جنگ جهانی اول به عنوان افسر توپخانه در ارتش بلژیک مشغول خدمت شد و در آن زمان بالاترین مدال شجاعت ارتش را دریافت کرد. در سال ۱۹۲۰ (میلادی) موفق به اخذ مدرک دکترا در مهندسی راه و ساختمان شد. در سال ۱۹۲۲ به آمریکا رفت و دکترای نجوم گرفت؛ و در سال ۱۹۲۳ کشیش شد.
وی بر این باور بود که صورت فعلی جهان نتیجهٔ یک انفجار بزرگ است که میلیاردها سال پیش رخ داده‌است و باعث گسترش و انبساط جهان شده‌است. با انتشار این نظریه توجه دانشمندان دیگر را برانگیخت. آزمایشها و مطالعات ایشان صحت فرضیهٔ لومتر را اثبات کرد.
ادینگتن انگلیسی نظریهٔ انفجار بزرگ و فشردگی کهکشانها را با دلایل بسیار شرح داد.
والتر بادهٔ آلمانی توانست زمان این اتفاق را در بیش از سیزده میلیارد سال قبل مشخص کند. همچنین تحقیقاتی که با کمک رادیواکتیویته صورت گرفت عمر قشر جامد زمین را بیش از دو میلیارد سال برآورد کرد.
لومتر در سال ۱۹۳۳ طی نشر کتابی اظهار داشت جهان در اثر یک انفجار (مهبانگ) ساخته شده‌است.
او در ۲۰ ژوئن ۱۹۶۶، در سن ۷۱ سالگی در لوون درگذشت.